# Caubous (Hautes-Pyrénées)
Caubous település Franciaországban, Hautes-Pyrénées megyében. Lakosainak száma 30 fő (2022. január 1.). Caubous Cizos, Laran, Monléon-Magnoac, Recurt, Sabarros és Vieuzos községekkel határos.

## Népesség
A település népességének változása:
| Lakosok száma | 40   | 41   | 45   | 39   | 37   | 34   | 32   | 31   | 30   |
|               | 2013 | 2015 | 2016 | 2017 | 2018 | 2019 | 2020 | 2021 | 2022 |